# Hjalmar Mäe
Hjalmar-Johannes Mäe (ur. 24 października 1901 r. w Tuhala, zm. 10 kwietnia 1978 r. w Grazu) – estoński naukowiec i działacz narodowy, przewodniczący Estońskiego Dyrektoriatu podczas II wojny światowej
Uczęszczał do gimnazjum w Rewlu. Następnie studiował filozofię, nauki społeczne i prawo na uniwersytetach w Berlinie, Wiedniu, Innsbrucku i Grazu. W tym ostatnim w 1930 r. uzyskał dyplom doktorski z zakresu prawa. Po powrocie do Estonii pracował jako nauczyciel. Wstąpił do radykalnego Estońskiego Związku Uczestników Wojny Wyzwoleńczej. Doszedł do funkcji szefa propagandy. 12 marca 1934 r., kiedy Związek został zdelegalizowany, został aresztowany, ale wkrótce wyszedł na wolność. W grudniu 1935 r. ponownie go aresztowano pod zarzutem próby obalenia rządu siłą, po czym skazano na karę 20 lat pozbawienia wolności. W 1938 r. został przedterminowo zwolniony. Założył własną firmę. W poł. 1940 r., na krótko przed zajęciem Estonii przez Sowietów, wyjechał do Niemiec. W maju 1941 r. przybył do Helsinek, gdzie współtworzył Estoński Komitet Wyzwoleńczy (Eesti Vabastamise Komitee). Po ataku wojsk niemieckich na ZSRR 22 czerwca tego roku powrócił do Berlina. Wystosował pismo do ministra spraw zagranicznych III Rzeszy Joachima von Ribbentropa, w którym prosił o odbudowanie niezawisłej Estonii. 15 września z mianowania gen. Franza von Roquesa, komendanta obszarów tyłowych Grupy Armii "Północ", stanął na czele odbudowywującej się estońskiej administracji. 5 grudnia został przewodniczącym Estońskiego Dyrektoriatu w ramach Komisariatu Rzeszy "Ostland". Jednocześnie pełnił funkcję dyrektora generalnego spraw wewnętrznych. Dodatkowo do 1943 r. był inspektorem prawnym. Kiedy Armia Czerwona wkroczyła w granice Estonii we wrześniu 1944 r., ewakuował się do Niemiec. W styczniu 1945 r. Niemcy oficjalnie rozwiązali Estoński Dyrektoriat. Po zakończeniu wojny do 1947 r. H. Mäe przebywał w alianckim obozie dla uchodźców. Występował jako świadek w procesie norymberskim. Następnie zamieszkał w Austrii, gdzie był dziennikarzem. Później pracował jako urzędnik samorządowy. Działał w emigracyjnych estońskich organizacjach narodowych.

## Twórczość naukowa
- "Ilmade ettekuulutamine: teaduslised ja praktilised ilma ettekuulutamise tundemärgid", Tallinn 1921
- "Über die Temperatursprünge in der Ostsee: (mit 4 Textfiguren): vorgelegt in der Sitzung am 12. Jänner 1928", Wiedeń1928
- "Dritter Weltkrieg droht?: eine politische Analyse unserer Zeit, Graz
- "Drei Reden gegen den Kommunismus", Neuwied 1956
- "Kuidas kõik teostus: minu mälestusi", Sztokholm 1993